# Hangö frontmuseum

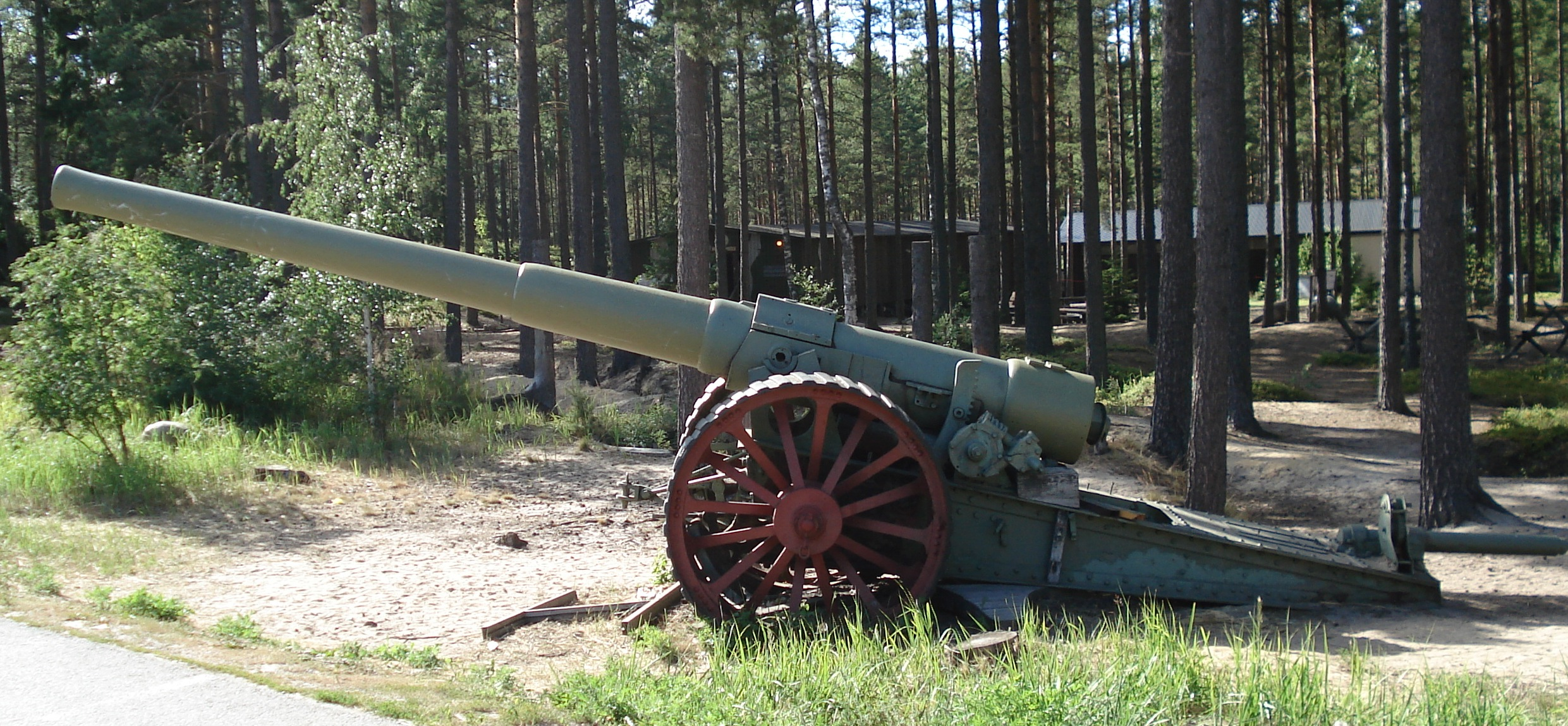
En brittisk BL 6 tums Mk-7 kanon

Hangö frontmuseum (finska: Hangon Rintamamuseo) är ett krigshistoriskt museum belägen i tätorten Lappvik inom Hangö stad i regionen Västnyland i Finland. I Lappvik är museet belägen exakt där frontlinjen löpte på Hangö udd under fortsättningskriget.  
Museets huvudfokus ligger på livet vid Hangöfronten under finska fortsättningskriget, men arrangerar även långvariga specialutställningar som presenterar såväl Finlands krigshistoria som Finlands historia överlag. 
I museets entré finns ett litet café, Bunkerblomman.  

## Historik

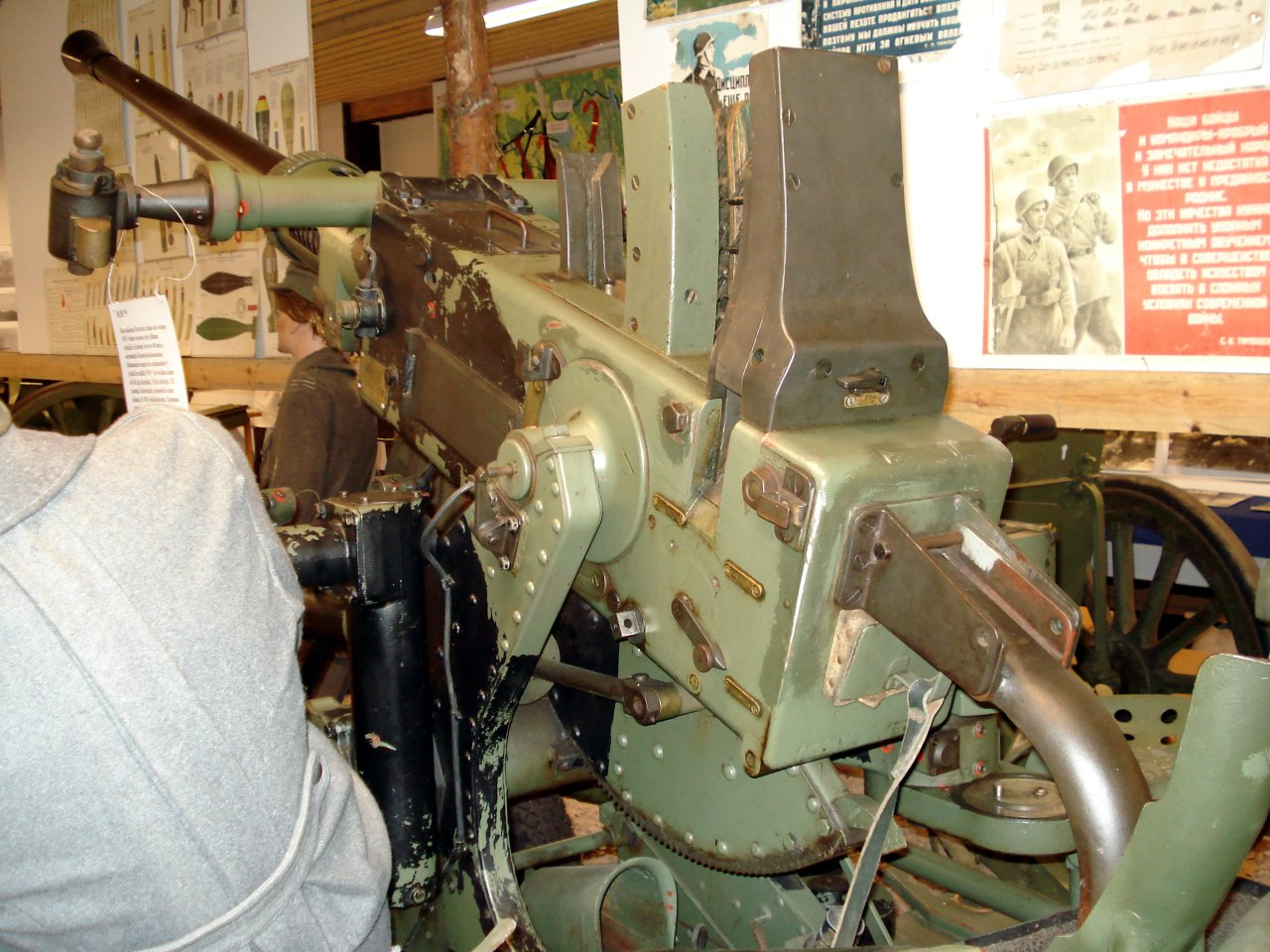
En Bofors 40 mm automatkanon

På initiativ av den numera avlidne finlandssvenske krigsveteranen Stig Häggström från föreningen Karis Krigsveteraner r.f. uppfördes 1981 på området en kopia av korsun (=krigstida bivack av stockar) Den Gyllene Freden. Den byggdes dock inte exakt på samma plats där den ursprungliga korsun hade stått under krigstiden, utan drygt 500 meter längre österut. Det var västnyländska krigsveteraner som åtog sig uppdraget att bygga korsun på ideell basis. Projektet erhöll ekonomiskt stöd av olika företag i trakten. Den 25 juli 1981 invigdes kopian av korsun Den Gyllene Freden, i närvaro av bland annat svenska frivilliga som under kriget var med om att bygga den ursprungliga korsun. Korsun ägdes och drevs av föreningen Hangöudds krigsveteraner fram till den 28 december 1992, då den såldes till Hangö stad och underställdes Hangö museum. Till skillnad från krigsmuseibyggnaderna (barackerna) och all övrig krigsmateriel som finns på museiområdet, ägs korsun än i dag (2016) av Hangö stad.
Krigsveteranen Stig Häggström fick blodad tand av sitt lyckosamma första projekt, och det dröjde inte länge förrän han kom på idén att också bygga ett krigsmuseum invid korsun. Det uppfördes två envåningsbyggnader, enligt samma koncept som i det första projektet. Invigningsdatumet för korsun Den Gyllene Freden har dock valts som det datum då museet grundades.
Hangö frontmuseum (förutom korsun Den Gyllene Freden) ägdes och drevs av föreningen Karis Krigsveteraner r.f. fram till den 31 augusti 2012, då driften övergick i ny regim till Frontmuseets vänner r.f. – Rintamamuseon ystävät r.y.  . En dag i mitten av januari 2016 köpte Krigshistoriska föreningen i Västnyland  frontmuseet av föreningen Karis Krigsveteraner. På grund av att museet var i stort behov av genomgripande renovering, hölls den stängd för besök under hela sommarsäsongen 2016. Museet öppnade igen den 4 juni 2017 och drivs av dess nya ägare. 
För sin gärning att ha grundat Hangö frontmuseum fick den numera avlidne krigsveteranen Stig Häggström år 2010 motta ett veteranpris av Minnesfonden för de stupade. 

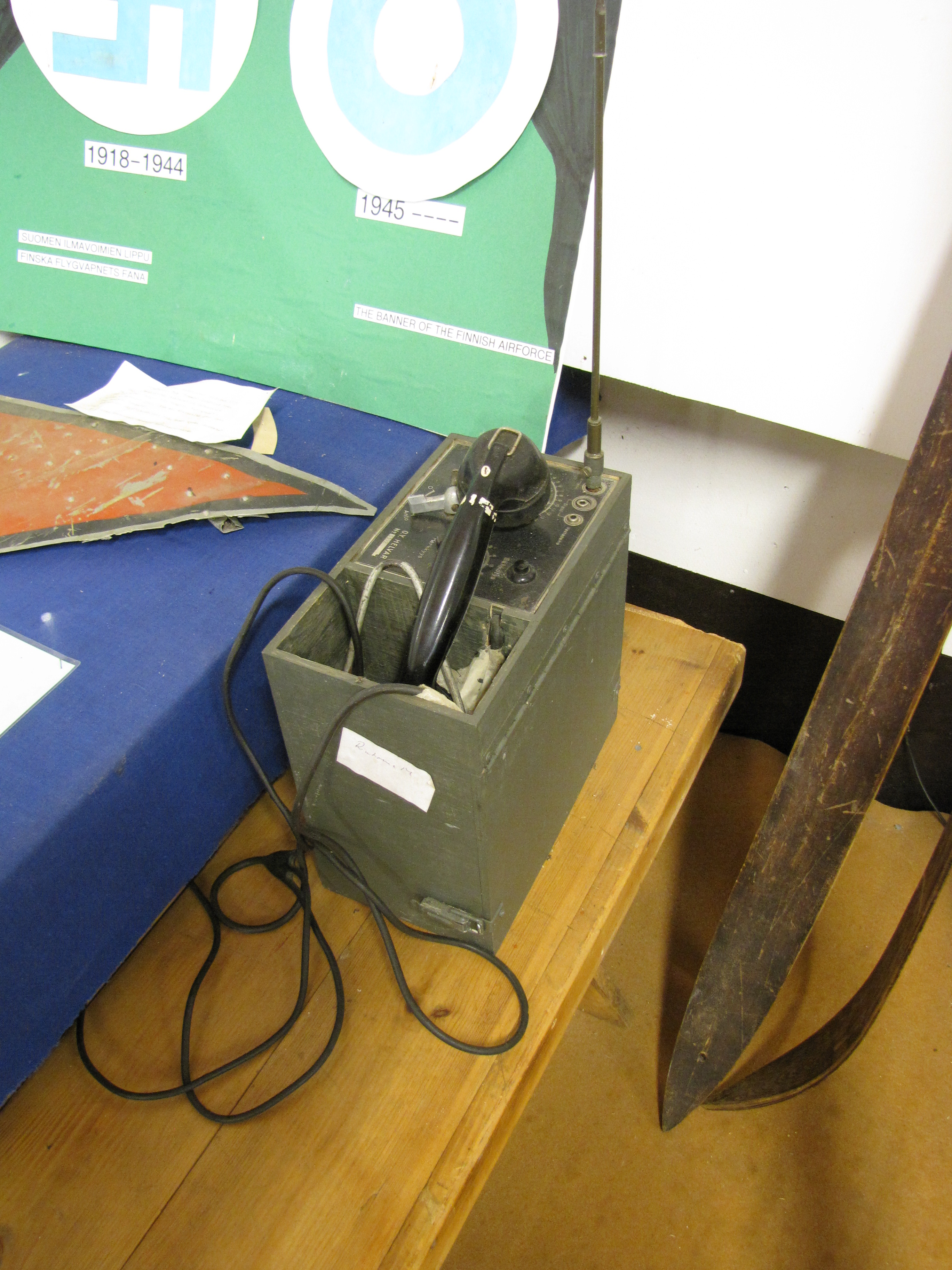
Finsk truppradiostation från andra världskriget

.

## Militära och civila samlingar
Museets samlingar kan kategoriseras i tre kategorier: föremål, foton och ritningar. Samlingarna omfattar allt mellan en stridsvagn (utomhus), artilleripjäser, infanterivapen och vanliga bruksföremål som användes av den civila befolkningen under krigstiden. Ibland presenteras utställningar som inte alls har med krigstiden att göra. 
På museiområdet liksom över halva Hangö udd syns otaliga spår i terrängen från krigstiden. Det är skyttegravar, stridsvagnsgravar, krevadgropar, maskingevärsnästen med mera.